# 附属
| ウィキペディアには「附属」という見出しの百科事典記事はありません（タイトルに「附属」を含むページの一覧/「附属」で始まるページの一覧）。 代わりにウィクショナリーのページ「附属」が役に立つかもしれません。 |